# Медвежье (Архангельская область)
Медвежье — деревня в Устьянском районе Архангельской области.

## География
Находится в южной части Архангельской области на расстоянии приблизительно 102 км на восток-северо-восток по прямой от административного центра района поселка Октябрьский на правобережье реки Устья.

## История
По местным данным известна с начала XX века. Здесь в советское время был аэродром для малой авиации. В 1939 году отмечалась как починок в Синицком сельсовете Черевковского района. До 2022 года входила в Синицкое сельское поселение до его упразднения.

## Население
Численность населения: 2 человека (русские 100 %) в 2002 году, 1 в 2010.